# حسن طارق
حسن طارق لاعب كرة قدم مصري ، من ناشئي الاتحاد السكندري ومنتخب الإسكندرية مواليد 95 ، ويلعب حاليًا لنادي أسوان في مركز وسط.

كان من اللاعبين الذين تم تصعيدهم إلى الفريق الأول لنادي الاتحاد السكندري في موسم 2014–2015 ، وأيضًا تم استدعائه إلى منتخب مصر وكان يتم تصعيده إلى مواليد 93 ، ويعتبر من العناصر المميزة بالفريق.

في 6 يناير 2018 انضم لنادي الرجاء معارًا من نادي الاتحاد السكندري لمدة 6 أشهر.

## إحصائيات مشاركاته
آخر تحديث في 23 يونيو 2018

### مع الأندية
| الفريق           | الموسم    | الدوري  | الدوري | الكأس   | الكأس | البطولات القارية | البطولات القارية | الإجمالي | الإجمالي |
| الفريق           | الموسم    | مشاركات | أهداف  | مشاركات | أهداف | مشاركات          | أهداف            | مشاركات  | أهداف    |
| ---------------- | --------- | ------- | ------ | ------- | ----- | ---------------- | ---------------- | -------- | -------- |
| الاتحاد السكندري | 2014–2015 | 1       | 0      | 1       | 0     | —                | —                | 2        | 0        |
| الاتحاد السكندري | 2015–2016 | 1       | 0      | 1       | 0     | —                | —                | 2        | 0        |
| الاتحاد السكندري | 2016–2017 | 7       | 1      | 1       | 1     | —                | —                | 8        | 0        |
| الاتحاد السكندري | الإجمالي  | 9       | 1      | 3       | 1     | —                | —                | 12       | 2        |
| الرجاء           | 2017–2018 | 1       | 0      | 0       | 0     | —                | —                | 1        | 0        |
| الرجاء           | الإجمالي  | 1       | 0      | 0       | 0     | —                | —                | 1        | 0        |